# Yassıada
Yassıada (griechisch Πλάτη Plati (f. sg.)) ist eine der Prinzeninseln im Marmarameer. Die Insel hat eine Fläche von fünf Hektar und ist seit 1995 unbewohnt. Yassıada ist durch die Yassıada-Prozesse nach dem Militärputsch 1960 bekannt geworden, im Zuge dessen Mitglieder der Regierung Adnan Menderes teilweise zum Tode verurteilt worden sind. Seit 2013 heißt die Insel auch Demokrasi ve Özgürlükler Adası („Insel der Demokratie und Freiheiten“).

## Geschichte

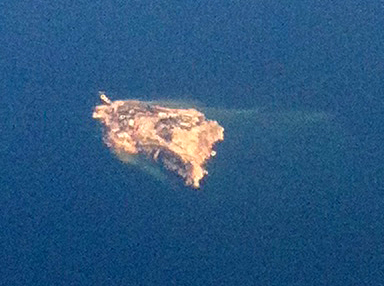
Yassıada

Die heutige Yassıada wurde von den Byzantinern als Verbannungsort für bekannte Personen benutzt. So wurde im 4. Jahrhundert als erster der armenische Patriarch Narses I. erst nach Plati verbannt und später dann auf Prinkipos inhaftiert. Ab dem 9. Jahrhundert verbannten die Byzantiner politische Gefangene nach Plati, darunter Theophylaktos Rhangabe und Konstantin Dalassenos. Die Überreste von vier Gefängniszellen aus dieser Zeit sind noch erhalten. Kaiser Theophilos ließ auf der Insel ein Kloster errichten. 860 baute der Patriarch Ignatios I. auf Plati eine Kirche. Während des Vierten Kreuzzuges 1204 eroberten die Lateiner die Insel. Nach dem Untergang des byzantinischen Reiches gehörte die Insel zum Osmanischen Reich.
1857 kaufte der britische Botschafter Henry Bulwer, Bruder des Autors Edward Bulwer-Lytton, die Insel und baute sich dort ein Anwesen und ein kleines burgähnliches Gebäude, um ungestört zu leben. Die winzige Burg und der dazugehörige Kai stehen heute noch. Henry Bulwer versorgte sein kleines Reich bis zu einem gewissen Grad durch eine eigenständige Landwirtschaft autark. Später verkaufte er die Insel an den Khediven Ismail Pascha, in dessen Besitz die Einrichtungen verfielen.
Mit der Gründung der Republik Türkei 1923 wurde die Insel türkisch und 1947 der Marine übergeben, die dort mehrere Lehreinrichtungen baute. Nach dem Militärputsch im Jahr 1960 wurde auf Yassıada ein Ausnahmegericht eingerichtet. Angeklagt war die Regierung der Demokrat Parti unter Ministerpräsident Adnan Menderes. Die Prozesse wurden als Yassıada-Prozesse bekannt. 15 Politiker wurden zum Tode verurteilt und drei von ihnen – inklusive Adnan Menderes – auf der Gefängnisinsel İmralı hingerichtet. Danach wurde die Insel wieder der Marine überlassen, die bis 1978 hier ausbildete.
Im Jahre 1993 ging Yassıada in den Besitz der Fakultät der Wasserwirtschaft der İstanbul Üniversitesi über. Wegen der widrigen Windbedingungen auf der Insel, welche die Lehre erschwerten, wurde die Fakultät 1995 verlegt. Seitdem ist die Insel unbewohnt. Heute ist sie ein beliebter Ort für Sport- und Amateurtaucher.
Während der AKP Regierungen seit 2002 wurde unter anderem der Putsch von 1960 aufgearbeitet. Im Juli 2011 wurde bekannt, dass Yassıada zu einer Art Museumsinsel gegen den Putsch von damals umgebaut werden soll. Im Zuge dessen wurde 2013 der Name der Insel geändert und die Insel zur Bebauung freigegeben. Es sollten Museen und Hotels entstehen, deren Bau 2015 begann.
Am 27. Mai 2020 wurde die umgebaute Insel von Präsident Recep Tayyip Erdoğan offiziell eröffnet.